# Cementerio Upper Long Cane
El Cementerio Upper Long Cane es un cementerio histórico ubicado en Abbeville, Carolina del Sur, fundado c. 1760.

## Historia
Más de 2500 tumbas marcadas y numerosas tumbas sin marcar cubren los aproximadamente 10.1 hectáreas del cementerio. Fue incluido en el Registro Nacional de Lugares Históricos en 2010.
El cementerio ayuda a documentar la historia de muchas familias destacadas de la zona, desde su fundación hasta el siglo XX. Muchas lápidas fueron talladas por tres generaciones de maestros artesanos de Charleston. Los marcadores incluyen lápidas de mármol, granito, arenisca y pizarra, así como lápidas, obeliscos, tumbas con pedestal, tumbas de caja, tumbas de mesa y tablillas.

### Sepultados notables
- John Bowie (1740-1827), soldado de la Revolución de las Trece Colonias
- James Sproull Cothran (1830-1897), congresista estadounidense
- Ezekiel Evans (1737-1806), soldado de la Revolución de las Trece Colonias
- James Evans (1761-1822), soldado de la Revolución de las Trece Colonias
- Frank B. Gary (1860-1922), senador estadounidense
- Mayor Andrew Hamilton (1738–1835), oficial de la Revolución de las Trece Colonias
- Samuel McGowan (1819–1897), general confederado